# Luis Gamonal Gago
Luis Gamonal Gago (Villadangos del Páramo, 1 de juny de 1922 - Santander, 18 de març de 1981) fou un futbolista espanyol de la dècada de 1940.

## Trajectòria
Després de destacar a la Cultural Leonesa, debutà amb el FC Barcelona a primera divisió la temporada 1945-46. Aquesta temporada guanyà la Copa Eva Duarte. Posteriorment jugà dues temporades al Deportivo de La Coruña, assolint un ascens a primera divisió la temporada 1947-48, un més al Racing Club de Ferrol, i quatre més al CD Málaga, amb dos ascensos a Primera, les temporades 1948-49 i 1951-52.